# Trithrinax brasiliensis
Trithrinax brasiliensis, vrsta južnoameričkih palmi lokalno nazivana i "carandá", "burití" i "leque". Raste na području južnog Brazila i susjednog Paragvaja i Urugvaja. Postoje dvije podvrste po koje se razlikuju po veličini debla i veličini sjemenki. T. b. var. brasiliensis, manja je od T. b. var. acanthocoma, ali ima veće sjemenke od nje. Bodlje na deblu 'brasiliensis'-a su slabije nego na 'acanthocoma'-i, i brzo ih izgubi, a i slabije podnosi hladniju temperaturu.
T. brasiliensis ne smije se brkati s buriti palmom poznatoj i kao Moriche, čiji je znanstveni naziv Mauritia flexuosa koja raste uz i po močvarama na sjeberu tropske južne Amerike.